# Кубок России по международным шашкам 2017
Кубок России по международным шашкам 2017 года среди мужчин и женщин прошёл с 19 сентября по 1 октября в пос. Лоо (Краснодарский край). Обладатели Кубка определялись в трёх программах: с классическим контролем времени, по быстрой игре и по молниеносной игре. Система проведения — круговая система.
Главный судья, спортивный судья всероссийской категории Н. А. Клепаков (г. Сочи).
Главный секретарь, спортивный судья всероссийской категории А. А. Беликов (г. Челябинск).
В борьбу во всех программах вступило около 30 спортсменов из 15 регионов России.

## Результаты
Призёры
1. Сергей Белошеев (Республика Крым)
2. Анатолий Татаренко (Республика Башкортостан)
3. Даниил Ильин (Республика Башкортостан)
1. Дамир Рысаев (Санкт-Петербург)
2. Сергей Белошеев (Республика Крым)
3. Андрей Калмаков (Тверская область)
1. Александр Гетманский (Тульская область)
2. Сергей Белошеев (Республика Крым)
3. Андрей Калмаков (Тверская область)
1. Ангелина Попова (Республика Саха (Якутия))
2. Елена Мильшина (Республика Башкортостан)
3. Марина Боркова (Тверская область)
1. Наталья Шестакова (Республика Саха (Якутия))
2. Елена Мильшина (Республика Башкортостан)
3. Чупрова Анна (Республика Саха (Якутия))
1. Марина Боркова (Тверская область)
2. Елена Мильшина (Республика Башкортостан)
3. Ангелина Попова (Республика Саха (Якутия))